# Mogoaia, Mureș
Mogoaia este un sat în comuna Miheșu de Câmpie din județul Mureș, Transilvania, România.